# Danny Bonaduce
Dante Daniel Bonaduce (Filadelfia, 13 agosto 1959) è un attore, wrestler, personaggio televisivo e conduttore radiofonico statunitense.

## Biografia
Italoamericano, figlio di Betty e Joseph Bonaduce, ha acquistato importanza e rilievo come attore da bambino, negli anni settanta, nella sitcom/serie televisiva La famiglia Partridge.

### Infanzia, esordio, vita privata

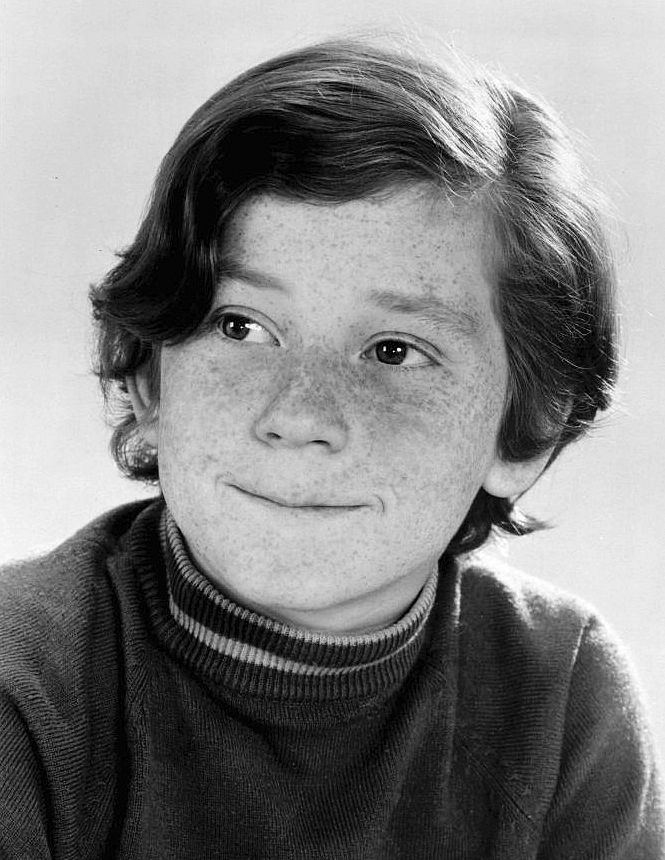
Danny Bonaduce, attore bambino

Ha raggiunto molto presto la fama come attore bambino, all'età di 10 anni, nei panni di Danny Partridge.
Nel 1985 ha sposato Setsuko Hattori, da cui ha divorziato nel 1988. Il 4 novembre 1990 Bonaduce ha incontrato, tramite un "blind date" (letteralmente un "appuntamento al buio"), Gretchen Hillmer; i due si sono presto uniti in matrimonio. La coppia ha avuto 2 figli, Isabella Michaela Bonaduce e Dante Jean-Michel Valentino Bonaduce (quest'ultimo nato il 14 febbraio 2001). Il 9 aprile 2007 Gretchen ha presentato una petizione per ottenere il divorzio, indicando come motivazione il sussistere di divergenze inconciliabili. Il 5 novembre 2008 è infine arrivato il divorzio (il secondo per l'attore).

## Filmografia

### Cinema
- Baker's Hawk, regia di Lyman Dayton (1976)
- Corvette Summer, regia di Matthew Robbins (1978)
- H.O.T.S., regia di Gerald Seth Sindell (1979)
- Deadly Intruder, regia di John McCauley (1985)
- America's Deadliest Home Video, regia di Jack Perez (1993)
- La strategia di Adam (The Jerk Theory), regia di Scott S. Anderson (2009)

### Televisione
- Una famiglia... si fa per dire (Accidental Family) - serie TV,  episodio 1x06 (1967)
- La signora e il fantasma (The Ghost & Mrs. Muir) - serie TV, episodio 1x23 (1969)
- Mayberry R.F.D. - serie TV, episodi 1x23-2x04-2x06 (1969)
- Vita da strega (Bewitched) - serie TV, episodi 5x22-6x08 (1969)
- The Good Guys - serie TV, episodio 2x15 (1970)
- La famiglia Partridge (The Partridge Family) - serie TV, 96 episodi (1970-1974)
- Call Holme - film TV (1972)
- Shazam! - serie TV episodio 2x06 (1975)
- Murder on Flight 502 - film TV (1975)
- Sulle strade della California (Police Story) - serie TV, episodio 3x08 (1975)
- La famiglia Bradford (Eight Is Enough) - serie TV, episodio 2x16 (1978)
- Fantasilandia (Fantasy Island) - serie TV, episodio 2x07 (1978)
- CHiPs - serie TV, 4 episodi (1978-1983)
- CBS Afternoon Playhouse - serie TV, 5 episodi (1978)
- California Fever - serie TV, episodio 1x09 (1979)
- Cinque ragazze e un miliardario (Rags to Riches) - serie TV, episodio 2x12 (1988)
- Sposati... con figli (Married with Children) - serie TV, episodio 8x16 (1994)
- Io e mio fratello (Boston Common) - serie TV, episodio 2x12 (1996)
- Biography - serie TV, 2 episodi (1996-1997)
- The Drew Carey Show, episodio 4x13 (1998)
- That '70s Show - serie TV, episodi 1x05-3x14 (1998-2001)
- Pacific Blue - serie TV, episodio 4x15 (1999)
- Un detective in corsia (Diagnosis Murder) - serie TV, episodio 6x20 (1999)
- Come On, Get Happy: The Partridge Family Story - film TV (1999)
- Amanda show (The Amanda Show) - serie TV, episodio 2x14 (2000)
- The Rerun Show - serie TV, episodio 1x01(2002)
- Detective Monk (Monk) – serie TV, episodio 2x08 (2003)
- The New Partridge Family - film TV (2005)
- Perfetti... ma non troppo (Less Than Perfect) - serie TV, episodio 3x15 (2005)
- CSI - Scena del crimine (CSI: Crime Scene Investigation) - serie TV, episodi 7x01-7x02-7x10 (2006)
- Bigfoot (film TV, 2012)
- The Kids Are Alright – serie TV, un episodio (2019)

## Doppiatori italiani
Nelle versioni in italiano delle opere in cui ha recitato, Danny Bonaduce è stato doppiato da:
- Roberto Draghetti in La strategia di Adam, Bigfoot
- Fabrizio Mazzotta in La famiglia Partridge
- Riccardo Rossi in La famiglia Bradford
- Massimo Lodolo in H.O.T.S
- Alessandro Petrucci in The Kids Are Alright

## Riconoscimenti
- Young Hollywood Hall of Fame[1]